# Alec Rose
Alec Rose (ur. 13 lipca 1908 w Canterbury, zm. 11 stycznia 1991 w Portsmouth) – brytyjski żeglarz, który odbył samotny rejs dookoła świata.

## Wczesne lata
Urodził się w Canterbury. Jako dziecko był tak wątły, że wożono go do szkoły wózkiem. Później jednak nabrał sił i czynnie uprawiał sporty. Ożenił się w wieku 23 lat i przez sześć lat pracował w firmie transportowej ojca. W 1939 nabył małe gospodarstw rolne.
Podczas II wojny światowej służył na eskortowcu HMS Leith, który ochraniał konwoje. W 1944 Rose został podporucznikiem i objął dowództwo sześciu statków desantowych, a w 1945 został zwolniony do rezerwy jako porucznik z uwagi na inwalidztwo (załamanie nerwowe). Następnie prowadził gospodarstwo ogrodnicze, a później handel owocami.

## Udział w transatlantyckich regatach samotników
W 1958 nabył kecz Neptune’s Daughter, którym żeglował po Morzu Północnym i Zatoce Biskajskiej. W 1963 sprzedał ten jacht i kupił Lively Lady, dwudziestoletni kuter, który przerobił na kecz. Uczynił to, by móc wziąć udział w drugich transatlantyckich regatach samotników OSTAR w 1964. Zajął w tych regatach czwarte miejsce, przepływając z Plymouth do Newport w czasie 36 dni i 17 godzin.

## Rejs dookoła świata
W 1966 Rose dowiedział się, że Francis Chichester zamierza opłynąć samotnie świat drogą szlakiem kliprów z jednym tylko zawinięciem do portu w Australii. Postanowił uczynić to równolegle na Lively Lady. Wystartował z Langstone 7 sierpnia 1966, jednak musiał zawrócić z powodu uszkodzenia samosteru. Ponownie wypłynął z Plymouth 14 sierpnia, ale następnego dnia zderzył się ze statkiem koło Ouessant i powrócił do Plymouth. Podczas naprawy uszkodzeń Lively Lady przewróciła się podczas odpływu. Kolejne uszkodzenia sprawiły, że Rose musiał odłożyć start do następnego roku.
Rose wyruszył w rejs dookoła świata z Portsmouth 16 lipca 1967 (po zakończeniu rejsu przez Chichestera, co nastąpiło 28 maja). Minął Wyspy Kanaryjskie, a 26 sierpnia przeciął równik. Na Południowym Atlantyku przeszedł kilka sztormów. W październiku opłynął Przylądek Dobrej Nadziei.
17 grudnia Rose zawinął do Melbourne po 155 dniach samotnej podróży. Po naprawie jachtu wyruszył w dalszą drogę 14 stycznia 1968. Wskutek uszkodzenia masztu musiał 31 stycznia zawinąć do portu Bluff w Nowej Zelandii. Postój i naprawa trwały pięć dni. po wyruszeniu płynął przez Ocean Spokojny, a 1 kwietnia okrążył Przylądek Horn.
7 kwietnia zamknął wokółziemski krąg. 4 lipca wpłynął do Portsmouth, po 354 dniach od wyruszenia, z których 321 spędził na morzu.
Za swój wyczyn został uhonorowany przez Elżbietę II tytułem szlacheckim sir.
Swą podróż opisał w książce My "Lively Lady" wydanej w 1968 (polskie wydanie Moja „Lively Lady” w tłumaczeniu Tadeusza Borysiewicza).
Zmarł w 1991. Jego jacht Lively Lady ponownie opłynął świat w 2008 z załogą złożoną częściowo z niepełnosprawnych młodych ludzi.